# Glyphodes phormingopa
Glyphodes phormingopa is een vlinder uit de familie van de grasmotten (Crambidae), uit de onderfamilie van de Spilomelinae. De wetenschappelijke naam van deze soort is voor het eerst voorgesteld als Margaronia phormingopa door Edward Meyrick in een publicatie uit 1934.